# Прорив «Лінії Зігфрида»

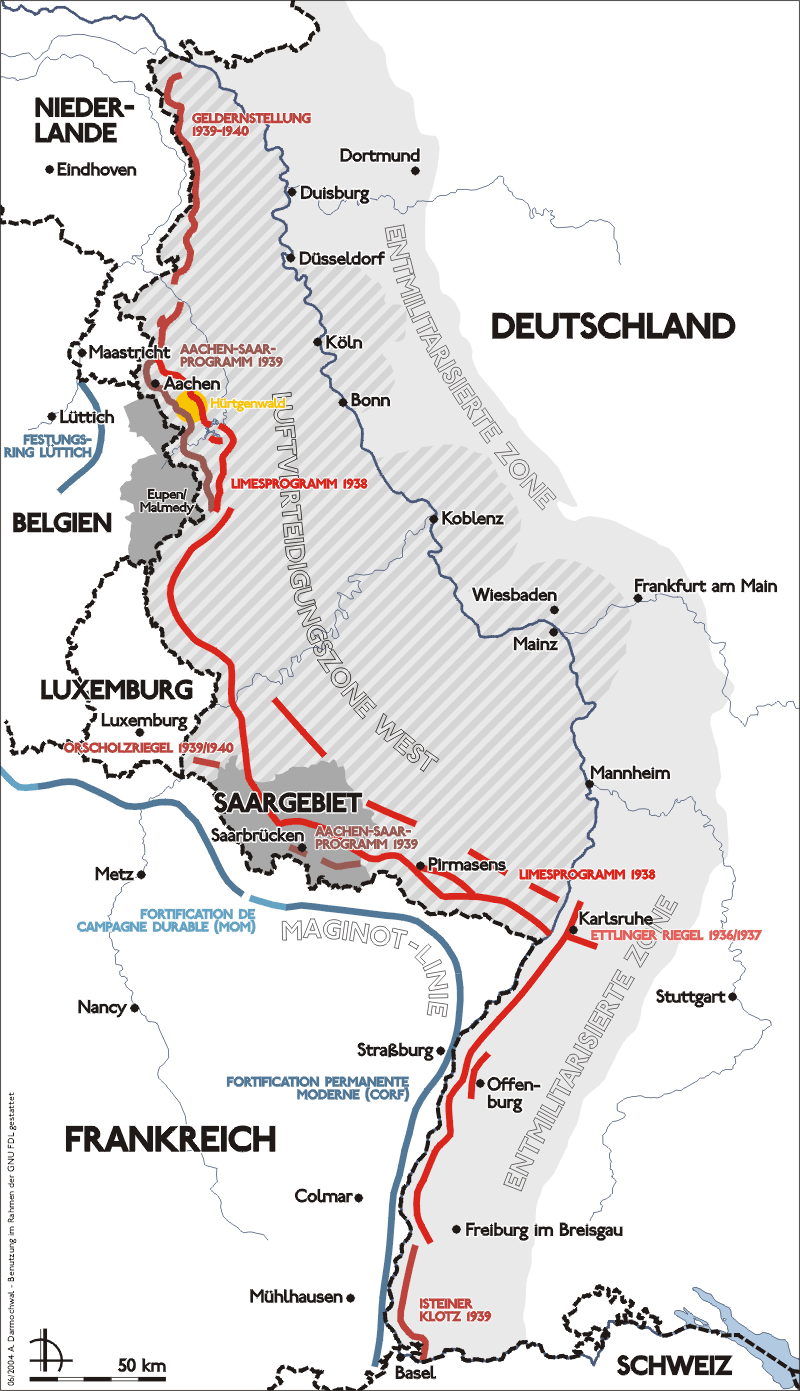
Карта лінії Зігфрида

Прорив «Лінії Зігфрида» (англ. Siegfried Line Campaign) — серія наступальних операцій західних союзників на останньому етапі Другої світової війни, що тривала більш ніж півроку й мала за мету прорив союзницьких військ на територію Західної Німеччини. Ця фаза тривала від завершення англо-американськими військами операції «Оверлорд» (25 серпня 1944), німецького зимового контрнаступу через Арденни (відомого як Битва в Арденнах), до періоду, коли союзники розпочали спроби форсувати річку Рейн у перші місяці 1945 року.

## Плани сторін
24 серпня 1944 року Адольф Гітлер видав директиву про відновлення та укріплення «Лінії Зігфрида» — комплексу оборонних споруд на франко-німецькому кордоні.
Німецьким військам уже практично не було звідки брати поповнення. Щоб заповнити безповоротні втрати, понесені в Нормандії і під час відступу з Франції, в сухопутні війська було перекинуто 20 тисяч осіб із персоналу люфтваффе. Широкого поширення набула практика використання фольксштурму.
Американці отримували поповнення з США. Однак піхота відчувала гостру нестачу людей. Коли результат війни став вже відомий, серед солдатів союзників було все менше бажання ризикувати своїми життями. Ніхто не хотів стати останнім солдатом, убитим на війні.

## Бойові дії
17 вересня 1944 союзники розпочали Голландську операцію, проте вона завершилася лише частковим успіхом.
У жовтні 1944 року вся увага 21-ї групи армій зосередилася на очищенні від противника нижньої течії Шельди. Битва на Шельді (2 жовтня — 8 листопада 1944) завершилася звільненням гирла Шельди і району від Антверпена до Маасу від німецьких військ, які там знаходились.
На початку листопада почалися бої за острів Валхерен, який утворював останній бар'єр на шляху судів союзників до Антверпена. 28 листопада перший конвой союзних судів увійшов у Антверпенський порт.
18 жовтня 1944 року Дуайт Ейзенхауер, Бернард Монтгомері і Омар Бредлі зустрілися в Брюсселі, щоб обговорити програму дій на листопад і грудень 1944 року. У зв'язку з тим, що англійські та канадські війська повинні були продовжувати очищення гирла Шельди, завдання виходу до Рейну була покладена на 1-шу і 9-ту американські армії.
Союзники захопили міста Ахен, Мец, Венло, Страсбург, Ельзас і Дюрен, успішно визволили західний берег Маасу напроти Рурмонду. Потім війська союзників форсували Рур.
Далі на південь війська генерала Паттона проводили наступ уздовж Мозеля, долаючи ряд водних перешкод, на яких чинили опір німецькі війська. До кінця лютого армія просунулася вгору по долині річки Прюм до Рейну, ліквідувала виступ фронту, очистила трикутник місцевості між Сааром і Мозелем, і подолала більшу частину оборонних споруд Лінії Зігфріда в своїй смузі.
Долаючи опір противника союзники оволоділи німецькими містами Кельн, Ремаген, Майнц, Кобленц і Саарбрюкен.
До 25 березня Саарсько-Пфальцький трикутник було пройдено, лінія Зігфріда лишилася позаду.

## Підсумки
Операція завершилася перемогою союзників і великими втратами з обох сторін.
Загальні втрати союзників склали 240 тисяч чоловік, з них 75 тисяч безповоротно.